# 湖東県立自然公園
湖東県立自然公園（ことうけんりつしぜんこうえん）は、滋賀県東部の県立自然公園である。

## 概要
1987年（昭和62年）に滋賀県が指定し、公園面積は4,367haである。
琵琶湖の東岸に広がる湖東平野と鈴鹿山脈に挟まれた山地を中心に指定された自然公園で、区域内にはコナラ、ケヤキ、ミズナラ等の落葉広葉樹林、アカマツ、スギ、ヒノキ等の針葉樹林が見られる。また、湖東三山に代表される優れた文化財や秋の紅葉等の美しい自然景観が見られるほか、湖東流紋岩、花崗斑岩、古琵琶湖層群等の特異な地形地質が分布している。各河川の渓流は、美しい景観を見せ、哺乳類、鳥類、昆虫類等が多く生息している。

## 関係市町村
- 愛荘町
- 甲良町
- 多賀町
- 東近江市
- 彦根市

## 名所
- 湖東三山（百済寺、金剛林寺、西明寺）